# 奥勒·奥隆德
奥勒·奥隆德（瑞典語：Olle Åhlund，1920年8月22日—1996年2月11日），瑞典男子足球运动员，司职中场。他曾代表瑞典国家队参加1952年夏季奥林匹克运动会足球比赛，获得一枚铜牌。